# پاول اوبینا اوب
پاول اوبینا اوب (ژاپنی: オビ パウエル オビンナ؛ زادهٔ ۱۸ دسامبر ۱۹۹۷) یک بازیکن فوتبال اهل ژاپن است.
از باشگاه‌هایی که در آن بازی کرده‌است می‌توان به باشگاه فوتبال یوکوهاما مارینوس اشاره کرد.